# Pio De Berti Gambini
(Beppe Grillo a Pio De Berti Gambini ai Telegatti 1985)
Pio De Berti Gambini (Pola, 20 ottobre 1930 – Roma, 21 settembre 1995) è stato un giornalista e autore televisivo italiano.
Originario di Pola, figlio di Antonio De Berti, giurista, ultimo sindaco di Pola, sotto il Regno d'Italia e nipote di un deputato austriaco dell'Impero Asburgico.
Dopo l'occupazione di Pola da parte della Jugoslavia di Tito, con la famiglia si trasferì esule a Roma, dove nel 1957 iniziò a lavorare in Rai come giornalista televisivo, tra le interviste più famose c'è quella al poeta Eugenio Montale.
Nel 1966 ricopre l'incarico di vicedirettore dei programmi televisivi, con il direttore Angelo Romanò lavorarono alla realizzazione degli sceneggiati televisivi.
Nel 1976 diventa direttore della sede di produzione della Rai di Milano, nel 1980 viene nominato direttore della Rete Due succedendo a Massimo Fichera, De Berti Gambini vi rimarrà in carica per sette anni, rimanendo tuttora il direttore più longevo della seconda rete della Rai.
Nel 1987 diventa presidente della Sacis, azienda concessionaria della Rai, entrerà a far parte dei consigli di amministrazione di Cinecittà e del Teatro Stabile del Friuli-Venezia Giulia e fu sovrintendente del Teatro Comunale Giuseppe Verdi di Trieste dal 1988 al 1990. Ha militato lungamente nel Partito Socialista Italiano.
Si spegnerà a Roma all'età di 65 anni per un tumore al collo.